# Parti socialiste révolutionnaire (Luxembourg)
Pour les articles homonymes, voir Parti socialiste révolutionnaire.
Le parti socialiste révolutionnaire (en luxembourgeois : Revolutionär Sozialistesch Partei, abrégé en RSP) est un ancien parti politique luxembourgeois.

## Histoire
L'origine du parti remonte à l'Association générale des étudiants luxembourgeois (lb) qui, à la fin des années 1960, devient un mouvement majoritairement maoïste qui forme la gauche socialiste révolutionnaire, tandis qu'une minorité trotskyste forme la ligue communiste révolutionnaire en septembre 1970.
Le parti publie un journal nommé Klassenkampf puis change de nom en 1984 en parti socialiste révolutionnaire et le journal devient Sozialistesch Aktioun et est publié jusqu'en 1992,,. Un mouvement de jeunesse est créé en 1984, la Jeunesse socialiste révolutionnaire (Revolutionär sozialistesch Jugend).
En 1994, le mouvement rejoint la Nouvelle gauche (Nei Lénk) fondée par des membres du parti communiste luxembourgeois (KPL). Le parti socialiste révolutionnaire est dissout en 1999 à la création de La Gauche (Déi Lénk), co fondé avec le KPL et Nei Lénk.
Le parti était membre de la Quatrième Internationale - Secrétariat unifié.

## Résultats électoraux

### Élections législatives
| Année | Voix   | %    | Rang | Sièges |
| ----- | ------ | ---- | ---- | ------ |
| 1974  | 14 692 | 0,44 | 7e   | 0 / 59 |
| 1979  | 6 985  | 0,19 | 9e   | 0 / 59 |
| 1984  | 6 686  | 0,17 | 7e   | 0 / 64 |

### Élections européennes
| Année | Voix  | %    | Sièges | Rang | Tête de liste | Groupe |
| ----- | ----- | ---- | ------ | ---- | ------------- | ------ |
| 1979  | 5 085 | 0,52 | 0 / 6  | 8e   |               |        |
| 1984  | 3 791 | 0,38 | 0 / 6  | 7e   |               |        |
| 1989  | 6 053 | 0,61 | 0 / 6  | 9e   |               |        |